# Thank You: For Letting Us Be Ourselves
Pour les articles homonymes, voir Thank You.
Albums de Hardcore Superstar
Bad Sneakers and a Piña Colada
(2000) No Regrets
(2003)
Thank You (For Letting Us Be Ourselves) est le troisième album de Hardcore Superstar, sorti le 22 octobre 2001.

## Track list
1. "That's My Life" - 3:12
2. "Not Dancing, Wanna Know Why" - 3:02
3. "Shame" - 4:23
4. "Just Another Score" - 3:33
5. "Summer Season's Gone" - 4:10
6. "Wimpy Sister" - 3:29
7. "Do Me That Favour" - 3:29
8. "Significant Other" - 3:34
9. "Dear Old Fame" - 4:58
10. "Smoke'Em" - 4:16
11. "Riding With The King" - 4:18
12. "There Are Not Even A New Band Tango" - 2:35
13. "Mother's Love" - 5:49